# Lee Christmas
Lee Christmas (Christmas, Leon Winfield, -- 1863-1924) fue un mercenario estadounidense, autodenominado General. Nació en Livingston Parish, Luisiana y en su juventud radicó en Springfield, Luisiana. Se trasladó a Nueva Orleans por cuestiones laborales, pero perdió su trabajo como ingeniero de ferrocarriles debido a su daltonismo. Christmas tuvo un importante papel en la revuelta que, con ayuda militar norteamericana, repuso en la presidencia de Honduras al conservador General Manuel Bonilla, a quien había conocido en Nueva Orleans cuando éste intentaba comprar armamento y reclutar mercenarios que le ayudaran a recuperar el poder perdido en su país centroamericano. Así pues, el 1 de enero de 1911 un Lee Christmas autoconstituido en general atraca en la isla hondureña de Roatán y asiste a la proclamación presidencial de Bonilla. Después de este comienzo, Christmas pasó por un gran número de aventuras en Centro y Sudamérica. Finalmente regresó a los Estados Unidos. Murió repentinamente en Nueva Orleans en enero de 1924.
Existen al menos dos libros que hablan acerca de su vida:
- Título:  The incredible Yanqui
- Autor:  Hermann Deutsch
- Comentario:   El autor de este libro indica que la historia que relata tenía que ser escrita ya que relata la verdadera historia vida de un personaje que pudiera ser considerado como un mito.

- Título:  Mercenary
- Autor:  David Gaughran
- Comentario:  El autor de este libro refiere que presenta la versión novelesca basada en el libro "The Incredible Yanqui"

También existe una versión de su vida en la revista Railroad Stories vol.14 número 2 (1934). Railroad Stories v. 14 n.º 2,  1934-05
- Título:  The Hoghead Who Became Dictator of Honduras.
- Autor:  Earle DavisH
- Comentario:   El autor de este artículo hace una versión romanesca de la vida de Lee Christmas que según dice le fue contatada por el mismo Chrismas.